# 謝謝你，兒子啊
《謝謝你，兒子啊》，（韓語：고맙다, 아들아），韓國KBS定於2015年2月11日所播出的2集水木特輯電視劇。劇情是以韓國大學能力測驗為背景，講述兒子所肩負的壓力，與父母過度關愛，對兒子造成的無形壓力。

## 劇情簡介
以兩個重考生家庭為中心，在揭示入學考試制度的問題的同時，通過應考生子女的父母的野心和因為這份野心而發生的家庭變化，讓人重省人生真正的目標。

## 人物

### 主要人物
| 演員   | 角色   | 介紹 |
| 李正信 | 張時宇 | 20歲，載宇的堂弟，是一名大學重考生。雖然擁有聰明的腦袋，卻不把成績當一回事，總是隨意對待自己的考試。對於愛面子的媽媽也會選擇聽從，在自己的父親面前裝出成績優秀的樣子。         |
| 李對淵 | 張亨山 | 57歲，載宇的父親。年輕時也想要當名醫生，但是正逢父親過世之際，由於放棄醫生夢，轉而幫助差10歲的弟弟去考上醫生。但對於當醫生這件事情仍然耿耿於懷，由是希望自己的兒子能考上醫生。 |
| 尹宥善 | 尹智慧 | 50歲，載宇的母親，是名小學老師。年輕時也差點上不了教育大學，還好友丈夫的支持之下，總算進入教育大學，所以對於把兒子送上醫大非常積極，認為有好的學歷才會有好的職業、好的未來。   |
| 安載民 | 張載宇 | 21歲，是一名想考上醫大的大學重考生。從小就乖巧聽父母的話，於是聽從父母的決定要考上醫大，但是在準備重考的過程中，壓力漸漸累積，於是開始懷疑這個是自己想要的嗎？                 |
| 崔鎮鎬 | 張亨俊 | 47歲，時宇的父親，是名整形外科醫生。年輕時依賴哥哥考上醫大，也認識富家千金結婚後，卻發現人生並自己所想得那麼順利，在面對跟妻子離婚的情況，逐漸產生出迷惘的感覺。               |
| 李雅賢 | 洪恩熙 | 46歲，時宇的母親，職業婦女。身處在都是名牌大學出身的家境富有的家庭，對於自己的兒子也是充滿期待，總是把成績壓力丟給兒子，在兒子大學考試失利之下，卻衝動地做出令人後悔的事。     |
| 金志映 | 林女士 | 77歲，時宇及載宇的奶奶。一輩子依靠著兩個兒子，總是看兒子的眼色過活，對於孫子考大學這件事情，還不如兒子的事情重要。                                                             |

## 原聲帶
- Part.1（發行日期：2015年2月10日）[2]

| 曲序 | 曲目                 | 演唱   | 时长 |
| ---- | -------------------- | ------ | ---- |
| 1.   | 不知道吧（모르나봐） | 李正信 | 1:13 |

## 收視率
| 集數       | 播出日期   | TNmS 收視率      | TNmS 收視率    | AGB 收視率       | AGB 收視率     |
| 集數       | 播出日期   | 大韓民國（全國） | 首爾（首都圈） | 大韓民國（全國） | 首爾（首都圈） |
| ---------- | ---------- | ---------------- | -------------- | ---------------- | -------------- |
| 1          | 2015/02/11 | 6.4%             | 6.9%           | 6.5%             | 7.0%           |
| 2          | 2015/02/12 | 7.2%             | 8.2%           | 8.0%             | 9.0%           |
| 平均收視率 | 平均收視率 | 6.8%             | 7.55%          | 7.25%            | 8.0%           |

## 同時段競爭節目
- MBC：《Kill Me Heal Me》
- SBS：《海德、哲基尔与我》

## 外部連結
- 韓國KBS官方網站（页面存档备份，存于）
- 單眼皮的世界Blog：《謝謝你，兒子阿》 人生是自己的，不論走哪條路自己都該負責！（页面存档备份，存于）（繁體中文）

| KBS 水木劇                                 | KBS 水木劇                                       | KBS 水木劇 |
| ------------------------------------------ | ------------------------------------------------ | ---------- |
|                                            | 謝謝你，兒子啊 （2015年2月11日 - 2015年2月12日） |            |
| 王的面孔 （2014年11月19日 - 2015年2月5日） | 不善良的女人們 （2015年2月25日 - 2015年5月14日） |            |